# Panteones (estación)
Panteones es una de las estaciones que forman parte del Metro de Ciudad de México, perteneciente a la Línea 2. Se ubica al poniente de la Ciudad de México, en la alcaldía Miguel Hidalgo. 

## Información general
Su nombre se debe a que se encuentra cerca de varios cementerios, entre ellos el Panteón Español. Su isotipo representa la cruz de una tumba.

### Patrimonio

#### Cultural
En el andén hay reproducciones de esculturas prehispánicas con el tema de la muerte.

### Afluencia
En 2014 la estación Panteones presentó una afluencia promedio anual de 11 566 personas.
| Tipo de día   | Afluencia promedio |
| ------------- | ------------------ |
| Día laboral   | 12 969             |
| Fin de semana | 8665               |
| Día festivo   | 5785               |
| Total anual   | 11 566             |

La siguiente tabla muestra la afluencia de la estación en los últimos 10 años:
| Afluencia Anual de Pasajeros | Afluencia Anual de Pasajeros | Afluencia Anual de Pasajeros | Afluencia Anual de Pasajeros | Afluencia Anual de Pasajeros | Afluencia Anual de Pasajeros |
| ---------------------------- | ---------------------------- | ---------------------------- | ---------------------------- | ---------------------------- | ---------------------------- |
| Año                          | Afluencia                    | A Diario                     | Ranking                      | Incremento                   | Ref.                         |
| 2024                         | -                            | -                            | -                            | -                            |                              |
| 2023                         | 3,905,488                    | 10,699                       | 112°/187                     | +12.55%                      | [ 3 ]                        |
| 2022                         | 3,469,997                    | 9,506                        | 121°/175                     | +55.22%                      | [ 4 ]                        |
| 2021                         | 2,235,576                    | 6,124                        | 132°/195                     | -1.73%                       | [ 5 ]                        |
| 2020                         | 2,274,937                    | 6,215                        | 144°/195                     | -53.85%                      | [ 6 ]                        |
| 2019                         | 4,929,735                    | 13,506                       | 132°/195                     | +8.54%                       | [ 7 ]                        |
| 2018                         | 4,541,992                    | 12,443                       | 133°/195                     | -13.90%                      | [ 8 ]                        |
| 2017                         | 5,275,374                    | 14,453                       | 120°/195                     | -8.41%                       | [ 9 ]                        |
| 2016                         | 5,759,783                    | 15,737                       | 114°/195                     | +4.87%                       | [ 10 ]                       |
| 2015                         | 5,492,559                    | 15,048                       | 114°/195                     | +12.03%                      | [ 11 ]                       |

## Conectividad

### Salidas
- Surponiente: Calzada San Bartolo Naucalpan esquina calle Lago Fontana, Colonia Argentina Poniente.
- Suroriente: Calzada San Bartolo Naucalpan esquina calle Lago Buenos Aires, Colonia Argentina Poniente.
- Norte: Calzada San Bartolo Naucalpan enfrente de las entradas a los panteones Monte Sinaí, Alemán y Español, Colonia Argentina Poniente.

### Conexiones
Existen conexiones con las estaciones y paradas de diversos sistemas de transporte:
- Algunas rutas de la Red de Transporte de Pasajeros.